# Juan Gracia Colás
Juan Gracia Colás (Bilbao, 1888 - París, 1941) fou un polític socialista basc. De formació autodidacta, va estudiar comptabilitat i peritatge mercantil, ingressant per oposició a l'Ajuntament de Bilbao com a inspector de tributs. També fou membre del PSOE i molt actiu a favor de l'esperanto.
Durant la Segona República Espanyola fou primer tinent d'alcalde, regidor i tercer tinent d'alcalde de l'Ajuntament de Bilbao. Durant la guerra civil espanyola fou membre de la Junta de Defensa de Biscaia pel PSOE i més tard Conseller d'Assistència Social del Govern d'Euzkadi. Va organitzar el devessall de refugiats guipuscoans que arribaven a terres biscaïnes després de la caiguda den mans franquistes i, en col·laboració amb Alfredo Espinosa Uribe i més tard amb Eliodoro de la Torre y Larrinaga, va estendre la seva labor a Catalunya. En acabar la guerra es va exiliar a França, on fou el responsable de la xarxa Refugiats Bascos i de la Delegació espanyola per a la Infància Evacuada. Va morir a París l'abril de 1941.